# وزارة الزراعة واستصلاح الأراضي (مصر)
وزارة الزراعة واستصلاح الأراضي هي الوزارة المسؤولة عن الزراعة واستصلاح الأراضي في مصر. يتولى الوزارة حاليا علاء الدين فاروق.

## نبذة تاريخية
تعتبر وزارة الزراعة من أهم الوزارات في تاريخ الحياة المصرية المعاصرة خاصة أن الزراعة لا زالت تمثل أهم المصادر في الناتج القومي الإجمالي.

### وزارة الزراعة بين الدمج والفصل
تعد وزارة الزراعة من أكثر الوزارات التي تعرضت للدمج والفصل مع عدد من الوزارات الأخرى مثل الإصلاح الزراعي واستصلاح الأراضي وغيرهم من الوزارات وعلى الرغم من أن وزارة الزراعة كانت لها نظارة مستقلة منذ عام 1875 أي في عهد رياض باشا وتابعة لرئيس الوزراء وتهتم بالشئون الزراعية وأسندت مهامها إلى أحد الفرنسيين «دى بللينو» وكانت مهتمة بشئون الري وتوزيع المياه.
وفي عام 1882 أسندت مهامها إلى مجلسي سمى بمجلس الزراعة داخل وزارة الأشغال حتى تبين حاجة مصر إلى هيئة رسمية تتولى كافة المسائل الزراعية ومن هنا أصدرت الحكومة المصرية القانون في نوفمبر عام 1910 برقم 34 بشأن تكوين أول مصلحة للزراعة داخل وزارة الأشغال.
وفي 20 نوفمبر عام 1913 صدر الأمر العالي بإنشاء وزارة الزراعة وكان محمد محب باشا أول وزير للزراعة وكان مقرها شارع الفلكي بالقاهرة كوزارة مستقلة حتى قيام ثورة 23 يوليو فقد أطلق عليها وزارة الزراعة فقط.

### تطور هيكل وزارة الزراعة
في عام 1875 أنشئت أول نظارة «وزارة» زراعة واسند مهامها إلى وزارة الأشغال ثم إلى مجلس الزراعة وظل الوضع حتى عام1882.
في 10 نوفمبر 1910 أصدرت الحكومة المصرية قانون 34 بشأن تكوين أول مصلحة للزراعة داخل نظارة الأشغال وقد تضمنت المادة الثامنة منه تعيين مستر«جيرردوجن» مديرا عاما لهذه المصلحة وتلحق بنظارة الأشغال العمومية وكان مقرها شارع وابور المياه ثم شارع شمبليون بمعروف ثم نقلت لشارع الأربعين بقصر الدوبارة ثم السراى رقم 19 بشارع الشيخ ريحان وضمت إليها في ذلك الوقت جمعية فلاحة البساتين وتقدمت المصلحة في تنظيم إعمالها ابتداء من السنة المالية عام 1911 إلى 1912 واستولت على جزء كبير من الإعانة المالية المقدمة من الحكومة للجمعية الزراعية الخديوية وضمتها إلى ميزانيتها وتولت الأعمال الآتية:
إجراء الأبحاث لمعرفة أسباب التلوث لمحصول القطن، إنشاء قسم الإكثار، إنشاء أشجار الفاكهة والخضر، مزارع التجارب بالمديريات، مكافحة الآفات، الأبحاث التحليلية لمياه التربة، تحسين العمليات الزراعية، مكافحة دودة القطن.
في 20 نوفمبر 1913 صدر الأمر العالي لإنشاء نظارة «وزارة» للزراعة وعين محمد محب باشا وزيرا لها ومقرها سرايا منصور يكن باشا بشارع الفلكي وتضمنت قسم للطب البيطري وقسم للتفتيش الزراعي والقسم التجاري وقسم التعليم الزراعي وقسم الحشرات وباقي الأقسام شغلت مباني متفرقة بالجيزة.
وفي عهد الملك فؤاد فكرت الحكومة بجعل الجامعة المصرية جامعة حكومية تقوم ببنائها في أراضي حدائق الأرمان لتكون على مقربة من أراضي المدارس العليا ومن هنا تنازلت الجامعة للحكومة في مقابل ذلك عن الأراضي التي وهبتها لها الأميرة فاطمة كريمة الخديوي إسماعيل وفعلا تم إقامة المبنى وتم بناء الدور الأول الذي توقف فيه البناء عام 1914 بسبب قيام الحرب العالمية الأولى ولما تسلمتها الحكومة المصرية قامت باستكمال البناء وجعلته ديوانا لوزارة الزراعة وانتقلت إليه في عام 1931 وخصصت أراضي الهبة لحقول تجارب الوزارة وسرايا الأميرة فاطمة للمتحف الزراعي.
ومع زيادة الأعمال وعدد الأقسام الفنية والإدارية أنشأت أول مصلحة بها وسميت مصلحة الثروة الزراعية ذلك عام 1944.
وفي 22 ديسمبر 1949 صدر المرسوم الملكي بتقسيم الوزارة للمصالح التالية:
مصلحة وقاية المزروعات – مصلحة الزراعة – مصلحة البساتين – مصلحة الاقتصاد الزراعي والتشريع – مصلحة الثقافة الزراعية – مصلحة الطب البيطري.
وأجرى تنظيم جديد لها في عام 1957 فأنشئت بمقتضاه مراقبات وأقسام جديدة وتم تعديلها عام 1958 لظروف العمل وتطور المجتمع الاشتراكيالديمقراطي التعاوني ونظمت الوزارة كالاتي:

#### قطاع الإنتاج الزراعي
يشمل مصلحة الزراعة – الإدارة المركزية لإنتاج التقاوي – الإدارة العامة لاستصلاح الأراضي – مصلحة البساتين – مصلحة وقاية المزروعات – الإدارة العامة للإنتاج الحيواني – الإدارة العامة للمعامل والبحوث البيطرية.

#### قطاع الاقتصاد الزراعي والتخطيط والخدمات
ويشمل مصلحة الاقتصاد الزراعي والتخطيط والإحصاء والمتابعة – مصلحة الثقافة الزراعية – الإدارة العامة للإرشاد والتدريب - الإدارة العامة لشئون المناطق – الإدارة العامة لمكافحة الآفات – مصلحة الطب البيطري – الإدارة العامة للشئون الهندسية – الإدارة العامة للشئون المالية والإدارية والشئون القانونية.

#### الأجهزة الأخرى
وتشمل المكتب الفني ومراقبة اللجان الوزارية والتظلمات الشعبية – مراقبة العلاقات الزراعية الخارجية.
في يوليو 1974 صدر قرار جمهوري بتنظيم وزارة الزراعة واستصلاح الأراضي وتضمن هذا التقسيم إلى 6 قطاعات متكاملة الخدمات والعمل هي:
- قطاع مكتب الوزير بإشراف وكيل وزارة ويضم الأجهزة الاستشارية التقليدية للمكتب والسكرتارية والشئون الفنية.
- قطاع التخطيط والمتابعة والتعميم والتحليل المالي والتكاليف.
- قطاع الثروة الحيوانية والخدمات البيطرية ويتكون من مصلحة الطب البيطري والإدارة العامة لشئون المناطق البيطرية وصندوق التأمين على الماشية.
- قطاع استصلاح الأراضي ويتكون من الإدارتين العامتين للتنمية والتوطين.
- قطاع مديريات الخدمات بالمحافظات.
- قطاع أمانة عامة (مستحدث) تضم الإدارات العامة للشئون المالية والإدارية والقانونية.

كما نص القرار على أن الأجهزة ليس لها هياكل تنظيمية تتبع الوزير مباشرة وهي:
- مجلس رؤساء القطاعات والهيئات والمؤسسات.
- الهيئة العامة لتنمية المشروعات الزراعية.
- المستشارون ومجلس الإعلام الريفي.
- مراكز البحوث وهيئات عامة للإصلاح والتعاون والمشروعات الزراعية ويضم إليها الجهاز التنفيذي للمشروعات الصحراوية.

كما صدر القرار 578 بتاريخ 17/10/1979 بشأن تكوين البناء التنظيمي لوزارة الزراعة وتضمن تحديد الهيكل العام لديوان عام وزارة الزراعة اثنتي عشرة وكالة وهي:
- وكالة الوزارة لمكتب الوزير.
- وكالة الوزارة للعلاقات الزراعية الخارجية.
- وكالة الوزارة للإرشاد الزراعي.
- وكالة الوزارة للخدمات والتعاون الزراعي.
- وكالة الوزارة للشئون الهندسية.
- وكالة الوزارة للاقتصاد الزراعي والتسوق.
- وكالة الوزارة لمكافحة الآفات.
- وكالة الوزارة للبساتين والخضر.
- وكالة الوزارة للتنمية الإدارية.
- وكالة الوزارة للإنتاج الحيواني.
- وكالة الوزارة للإنتاج السمكي والمائي.
- وكالة الوزارة لصحة الحيوان.
- ومكتب للأمانة العامة على أن يلحق مكتب فنى بكل وكالة وزارة.

وفي 28/4/1980 صدر القرار رقم 199 بتكوين الإدارات العامة والأقسام التابعة لكل إدارة.
وفي سنة 1996 صدر القرار الجمهوري رقم 31 والذي قضى بدمج ديوان عام وزارة الزراعة وديوان عام استصلاح الأراضي وسمى «وزارة الزراعة واستصلاح الأراضي» وتم تنظيمها  بالقرار الجمهوري رقم 162 لسنة 1996.

## الهيكل التنظيمي
الوزير
- ديوان عام الوزارة

قطاع الهيئات وشئون مكتب الوزير
قطاع الشئون الاقتصادية
قطاع الإرشاد الزراعي
قطاع الخدمات الزراعية
الإدارة المركزية لشئون المديريات
مديريات الزراعة بجميع محافظات مصر
قطاع استصلاح الأراضي
قطاع تنمية الثروة الحيوانية والداجنة
قطاع الشئون المالية والتنمية الإدارية

## الجهات التابعة

### المراكز
- مركز البحوث الزراعية
- مركز بحوث الصحراء

### الهيئات
- الهيئة العامة للإصلاح الزراعي
- الهيئة العامة لمشروعات التعمير والتنمية الزراعية
- الهيئة العامة للخدمات البيطرية
- الهيئة الزراعية المصرية

### الاتحادات
- الاتحاد العام لمنتجي ومصدري الحاصلات البستانية.
- الاتحاد التعاوني للثروة المائية.
- الاتحاد التعاوني الزراعي.

### الصناديق
- صندوق موازنة أسعار الحاصلات الزراعية.[3]
- صندوق تحسين الأقطان المصرية.[4]
- صندوق تنمية الثروة الحيوانية.
- صندوق الأراضي الزراعية.
- صندوق التأمين على الماشية.[5]
- صندوق التكافل الزراعي.[6]

### أخرى
- الجهاز التنفيذي لمشروعات تحسين الأراضي.
- مجلس المحاصيل السكرية.
- البنك الزراعي المصري.

### الشركات
- الشركة القابضة لاستصلاح الأراضي وأبحاث المياه الجوفية.[7]
- الشركة الوطنية المصرية للاستثمار الإفريقي.[8][9]

## أهداف الوزارة
- النهوض بالسياسة الزراعية وسياسات استصلاح الأراضي التي تكفل تحقيق التنسيق والتكامل بما يتفق مع خطط التنمية القومية والربط بينهما والعمل على تطويرها وفقا لأحدث الأساليب العلمية والتكنولوجية على أساس اقتصادي أمثل.
- تنمية الثروة الزراعية وزيادة مساحة الأراضي المستصلحة والنهوض باقتصاديات الريف بمختلف الوسائل.[10]

## اختصاصات الوزارة
- وضع السياسة العامة في مجالات الزراعة واستصلاح الأراضي والتوسع الأفقي على مستوى الجمهورية من خلال تخطيط برامج لحصر الأراضي الصالحة للاستصلاح اعتمادا على مصادر المياه التي تحددها وزارة الأشغال العامة والموارد المائية طبقا لبرامج الاستصلاح.
- دراسة أساليب توفير مقومات الزراعة واستصلاح الأراضي ورفع كفاءة وإمكانيات التنفيذ عن طريق الاستغلال الاقتصادي الأمثل للأراضي المستصلحة والثروة الحيوانية والمائية ومتابعة تنفيذ مشروعات خطة التنمية وتقويمها بما يحقق أهداف الدولة في مجال الثروة الخضراء.
- رسم السياسة العامة للتعاون الزراعي والتصرف في الأراضي البور والمستصلحة والصحراوية وفقا لأحكام القانون والأشراف والتنسيق بين الأجهزة العاملة في مجال الزراعة واستصلاح الأراضي بما يحقق سرعة الأداء ودقة التنفيذ.
- إجراء الدراسات والبحوث الخاصة بتنمية الإنتاج الزراعي والحيواني والسمكي وتخطيط سياسة التصنيع الزراعي في مناطق التوسع الجديدة والاستفادة التطبيقية من نتائج تلك البحوث بنشرها وتعميم تطبيقها بمختلف وسائل الإرشاد وعقد الندوات والمؤتمرات المحلية والدولية المتعلقة بها أو الاشتراك فيها وتقديم المشورة الفنية للأجهزة الحكومية والمؤسسات والهيئات والأفراد بمصر والدول الصديقة.
- رسم سياسة التوطين في الأراضي المستصلحة بهدف تحقيق توزيع الكثافة السكانية المتمركزة في المدن وكذا السياسة العامة للتعاون الزراعي وتنمية وتعميم خدماته في ظل نظام الائتمان الزراعى حتى تصل إلى مستوى القرية.
- تنمية وتثبيت المجتمعات الريفية والعمل على رفع مستوى معيشتها والنهوض باقتصاديات الريف الزراعية بمختلف الوسائل بما في ذلك ميكنة الزراعة بغية الوصول إلى أعلى إنتاج بأقل تكاليف.
- دراسة مشروعات المجتمعات الزراعية والصناعية والمشتركة في مناطق استصلاح الأراضي والتوسع الأفقي وعقد الاتفاقيات الخاصة على المستويين المحلى والدولي والإشراف على تنفيذ القطاعات لتلك الاتفاقيات.[10]

## الوزراء
- علاء الدين فاروق
- السيد مرزوق القصير.
- عز الدين عمر أبو ستيت.
- عبد المنعم البنا.[11]
- عصام فايد.
- صلاح الدين هلال.
- عادل توفيق البلتاجي.
- أيمن فريد أبو حديد.
- صلاح السيد يوسف فرج
- أمين أباظة.
- يوسف والي.
- سيد مرعي.
- محمد فؤاد سراج الدين.